# Rolf Oesterreich
Rolf Oesterreich (n. 28 noiembrie 1952, Rostock, RDG) este un patinator artistic ce a reprezentat Germania, medaliat olimpic. A participat la o ediție a Jocurilor Olimpice (1976) în care a câștigat o medalie de argint.

## Participări
Lista de mai jos prezintă principalele competiții la care a participat Rolf Oesterreich de-a lungul carierei.
- figure skating at the 1976 Winter Olympics – pairs[*]